# 1918年中華民國大總統選舉
1918年中華民國大總統選舉為中華民國政府舉行的第二任大總統選舉。結果由徐世昌以425票當大總統，並於10月10日就職。

## 選前背景

### 第一任總統、副總統的變動
1913年，《大總統選舉法》規定，大總統的任期為5年，任滿前3個月，國會議員須自行集會，並組織總選舉會，選舉次任大總統。但袁世凱自1913年10月10日就任第一任大總統後，於1915年12月12日，改制稱帝；後撤銷帝制，仍稱大總統，1916年6月6日，袁世凱逝世，6月7日黎元洪依法繼任大總統。並於10月補選副總統，由馮國璋當選。1917年7月1日，溥儀復辟，黎元洪通電請馮國璋代理大總統，馮國璋於7月6日通電就職；復辟結束後，黎元洪通電不復任大總統，馮國璋扶正。馮國璋的代理任期應於1918年10月10日任滿，但於8月12日通電不戀棧大總統，不參與次任大總統選舉，國會議員則於9月4日組織大總統選舉會，改選次任的大總統。

## 選舉情況
總統選舉於1918年9月4日舉行，國會議員選舉大總統。選舉進行時，以參議院與眾議院各簽定議員8人為發票、開票人，並採用無記名方式，選舉大總統。在出席的436名議員中，徐世昌得425票，段祺瑞得5票，王揖唐、王士珍、張謇、倪嗣沖各得1票，廢票2張，徐世昌的票數超過法3/4人數，當選中華民國第二任大總統。

## 得票情形
| 候選人 | 候選人 | 派系   | 得票 | 當選 |
| ------ | ------ | ------ | ---- | ---- |
| 候選人 | 候選人 | 派系   | 票數 | 當選 |
| 大總統 | 徐世昌 | 無黨籍 | 425  | 當選 |
| 大總統 | 段祺瑞 | 安福系 | 5    |      |
| 大總統 | 王揖唐 | 安福系 | 1    |      |
| 大總統 | 倪嗣沖 | 安福系 | 1    |      |
| 大總統 | 王士珍 | 研究系 | 1    |      |
| 大總統 | 張謇   | 研究系 | 1    |      |

### 引用
1. ↑  中央選舉委員會，《中華民國選舉史》，1987年，台北，中央選舉委員會印行